# Noël Kokora-Tekry
Noël Kokora-Tekry (* 8. März 1922 in Fresco; † 9. August 2001) war Erzbischof von Gagnoa.

## Leben
Noël Kokora-Tekry empfing am 9. Januar 1949 die Priesterweihe.
Paul VI. ernannte ihn am 11. März 1971 zum Bischof von Gagnoa. Der Altbischof von Gagnoa, Jean Marie Etrillard SMA, weihte ihn am 30. Mai desselben Jahres zum Bischof; Mitkonsekratoren waren Eugène Abissa Kwaku, Bischof von Abengourou, und Augustin Sagna, Bischof von Ziguinchor. 
Johannes Paul II. erhob das Bistum zum Erzbistum am 19. Dezember 1994 und somit wurde er zum Erzbischof von Gagnoa ernannt. Am 15. Mai 2001 nahm der Papst seinen altersbedingten Rücktritt an.